# Dordrecht Zuid vasútállomás
Dordrecht Zuid vasútállomás vasútállomás Hollandiában, Dordrecht városában.

## Vasútvonalak
Az állomást az alábbi vasútvonalak érintik:
- Breda–Rotterdam-vasútvonal

## Kapcsolódó állomások
A vasútállomáshoz az alábbi állomások vannak a legközelebb:
- Dordrecht vasútállomás
- Lage Zwaluwe vasútállomás